# Jarrod Bowen
Jarrod Bowen (* 20. Dezember 1996 in Leominster) ist ein englischer Fußballspieler, der bei West Ham United in der Premier League unter Vertrag steht. Seit 2022 spielt er zudem für die englische Fußballnationalmannschaft.

## Karriere
Der aus der eigenen Jugendakademie stammende Jarrod Bowen debütierte am 22. März 2014 im Alter von siebzehn Jahren für den Fünftligisten Hereford United bei einer 0:2-Niederlage beim FC Barnet. Für seine Mannschaft erzielte er bis zum Saisonende einen Treffer in acht Spielen der National League. 
Im Juli 2014 gab der Erstligist Hull City die Verpflichtung von Jarrod Bowen bekannt. Nachdem er zunächst in den Nachwuchsmannschaften eingesetzt worden war, gab er am 23. August 2016 sein Profidebüt bei einem 3:1-Sieg über Exeter City in der zweiten Runde des EFL Cup 2016/17. In der Premier League 2016/17 wurde der 20-jährige Angreifer in sieben Partien eingesetzt und stieg am Saisonende mit seinem Team als Drittletzter in die zweite Liga ab. 
In der neuen Spielklasse etablierte sich Bowen als Stammspieler und bestritt 42 Ligaspiele. Mit 14 Ligatreffern wurde er zudem treffsicherster Spieler seiner Mannschaft sowie einer der zehn besten Torschützen der EFL Championship 2017/18. Hull City beendete die Saison lediglich als Tabellenachtzehnter und befand sich zeitweise in Abstiegsgefahr. Bereits im Verlauf der Saison hatte der Verein den Vertrag von Bowen vorzeitig bis 2020 verlängert. Ende Januar 2020 wechselte Bowen zum Erstligisten West Ham United, die Ablösesumme soll nach Pressemeldungen bei 22 Mio. Pfund gelegen haben.

## Nationalmannschaft
Am 24. Mai 2022 erhielt er seine erste Einladung zur A-Nationalmannschaft für die Spiele in der UEFA Nations League 2022/23 im Juni.